# Divizia „Horea, Cloșca și Crișan”

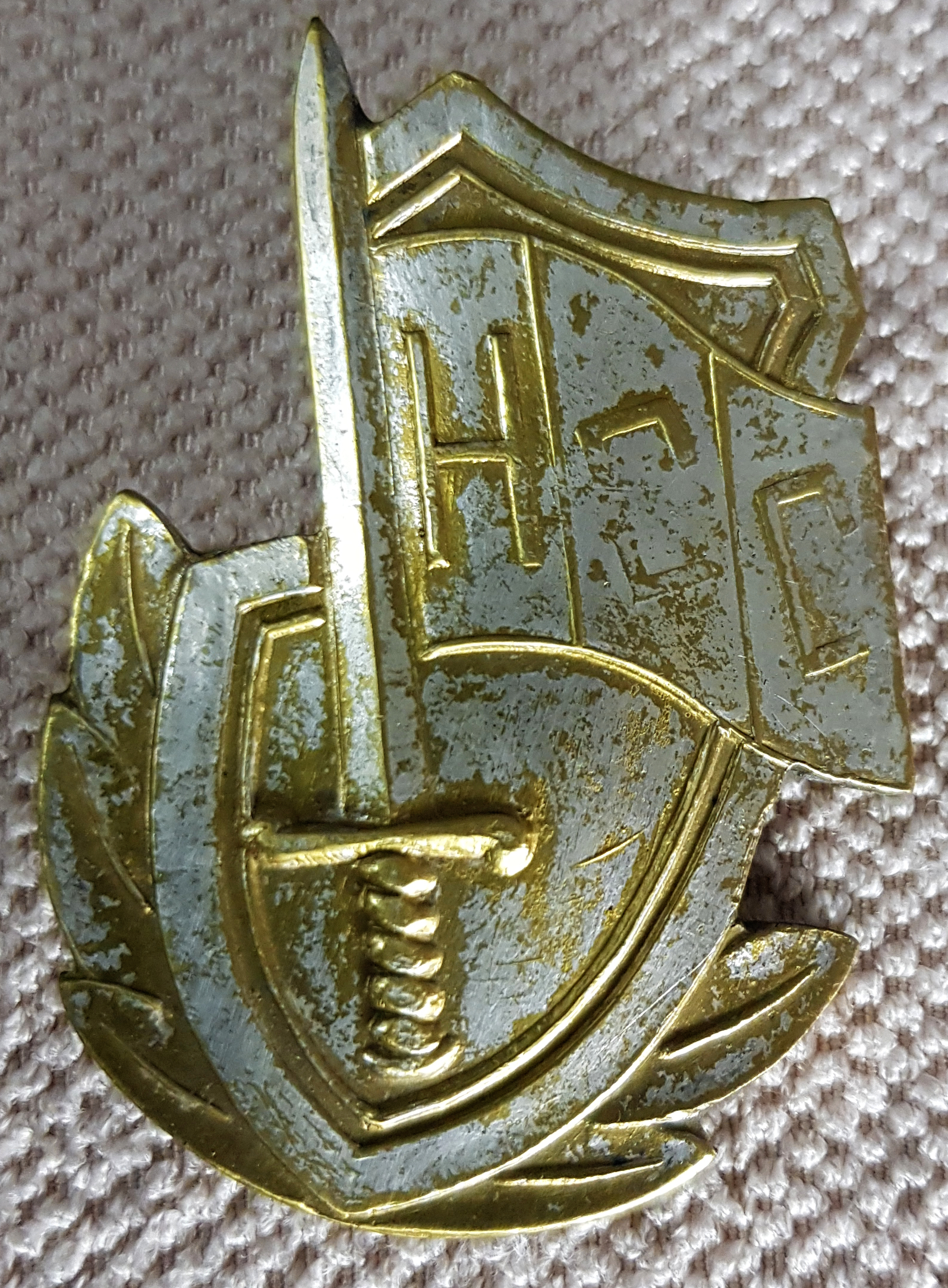

Divizia „Horea, Cloșca și Crișan” a fost cea de a doua divizie de voluntari români constituită în U.R.S.S., cu scop exclusiv propagandistic, din prizonieri de război români, care au trecut de partea inamicului (crimă de înaltă tradare pe timp de război) și comuniști români refugiați în U.R.S.S. Avea comandant pe gen. Mihail Lascăr, căzut prizonier în bătălia de la Stalingrad iar ca adjunct politic pe col. Valter Roman. Divizia nu a participat la nici o luptă, dar a jucat un rol activ în procesul de comunizare a României. În anul 1947, împreună cu Divizia Tudor Vladimirescu, a fost parțial motorizată fiind dotată cu tancuri.